# Donja Purgarija
 Donja Purgarija  falu Horvátországban Zágráb megyében. Közigazgatásilag Klinča Selához tartozik.

## Fekvése
Zágráb központjától 22 km-re délnyugatra, községközpontjától 5 km-re északnyugatra a Plešivica-hegység délkeleti lejtőin fekszik.

## Története
A falunak 1857-ben 157, 1910-ben 370 lakosa volt. Trianon előtt Zágráb vármegye Jaskai járásához tartozott. 2001-ben a falunak 124  lakosa volt.

## Lakosság
| Lakosság változása | Lakosság változása | Lakosság változása | Lakosság változása | Lakosság változása | Lakosság változása | Lakosság változása | Lakosság változása | Lakosság változása | Lakosság változása | Lakosság változása | Lakosság változása | Lakosság változása | Lakosság változása | Lakosság változása |
| ------------------ | ------------------ | ------------------ | ------------------ | ------------------ | ------------------ | ------------------ | ------------------ | ------------------ | ------------------ | ------------------ | ------------------ | ------------------ | ------------------ | ------------------ |
| 1857               | 1869               | 1880               | 1890               | 1900               | 1910               | 1921               | 1931               | 1948               | 1953               | 1961               | 1971               | 1981               | 1991               | 2001               |
| 157                | 201                | 219                | 274                | 325                | 370                | 332                | 321                | 151                | 154                | 144                | 132                | 129                | 122                | 124                |

## Nevezetességei
Mihály arkangyal és boldog Alojzije Stepinac tiszteletére szentelt kápolnája 2006-ban épült.

## Külső hivatkozások
- Klinča Sela község hivatalos oldala
- Az okicsi Szűz Mária plébánia honlapja